# Trojný bod
Trojný bod je fyzikální pojem označující bod ve fázovém diagramu.

Příklad trojného bodu na fázovém diagramu.
I – pevná fáze
II – kapalná fáze
III – plynná fáze
a – křivka tání
b – křivka sublimace
c – křivka odpařování
T – trojný bod
K – kritický bod

Trojný bod udává teplotu a tlak, při kterých jsou v jednosložkovém systému v rovnováze současně tři fáze (např. pevná, kapalná a plynná) a systém nemá žádný stupeň volnosti. Na obrázku příkladu fázového diagramu je určen jako průsečík křivky tání, křivky nasycených par a sublimační křivky, tj. bod T.

## Vlastnosti
Označíme-li molární sublimační skupenské teplo {\displaystyle L_{s}}, molární skupenské teplo vypařování {\displaystyle L_{v}} a molekulové skupenské teplo tání {\displaystyle L_{t}}, pak v trojném bodě platí:
{\displaystyle L_{s}=L_{v}+L_{t}}
Tato rovnice je důsledkem první hlavní termodynamické věty, podle níž se teplo potřebné k přeměně pevné fáze na plynnou musí rovnat celkovému teplu, které je nutné k postupné přeměně pevné fáze na kapalnou a následně kapalné na plynnou. Z uvedené rovnice také vyplývá, že křivka sublimace je v blízkosti trojného bodu strmější než křivka sytých par.

## Příklad
Pro vodu tato rovnováha nastává při tlaku 611,7 Pa a teplotě 0,01 °C. Tato teplota odpovídá hodnotě 273,16 kelvinů.